# NGC 7501
NGC 7501 é uma galáxia elíptica (E1) localizada na direcção da constelação de Pisces. Possui uma declinação de +07° 35' 22" e uma ascensão recta de 23 horas, 10 minutos e 30,3 segundos.
A galáxia NGC 7501 foi descoberta em 2 de Setembro de 1864 por Albert Marth.